# Mats Schjetne
Mats B. Schjetne (* 9. Mai 1991) ist ein norwegischer Poolbillardspieler.

## Karriere
Schjetne wurde sechsmal norwegischer Jugend-Meister sowie dreimal norwegischer Herren-Meister. Sein größter Erfolg bei Jugend-Europameisterschaften war ein dritter Platz.
Beim Derby City Classic erreichte Schjetne 2012 den zehnten Platz in der 14/1-Challenge sowie den 22. Platz im 9-Ball.
Im gleichen Jahr erreichte er zudem erstmals die Finalrunde eines Euro-Tour-Turniers; das Sechzehntelfinale der North Cyprus Open verlor er gegen den Engländer Daryl Peach.
Bei den Slovenian Open 2014 gewann er seine erste Euro-Tour-Medaille. Nachdem er unter anderem den amtierenden 9-Ball-Weltmeister Niels Feijen besiegt hatte, verlor er im Halbfinale gegen den Niederländer Marc Bijsterbosch mit 8:9. Bei der EM 2015 erreichte er das Achtelfinale im 14/1 endlos. Im November 2015 schaffte er es ins Halbfinale der Treviso Open, in dem er Mark Gray mit 8:9 unterlag.
Bei der Mannschafts-WM 2010 verlor er im Achtelfinale mit der norwegischen Mannschaft gegen die philippinische Mannschaft, die später Vizeweltmeister wurde.